# Emanuel Trípodi
Emanuel Trípodi (Comodoro Rivadavia, 8 de janeiro de 1981) é um futebolista argentino que joga atualmente no Boca Juniors.

## Clubes
| Club              | Pais      | Anos      |
| ----------------- | --------- | --------- |
| Unión de Santa Fe | Argentina | 2002-2005 |
| CAI               | Argentina | 2005-2009 |
| Quilmes           | Argentina | 2009-2013 |
| Boca Juniors      | Argentina | 2013-2015 |